# Mihkel
Mihkel ist die estnische Form des männlichen Vornamens Michael. Eine estnische Kurzform des Namens ist Mikk.

## Bekannte Namensträger

### Vorname
- Mihkel Aksalu (* 1984), estnischer Fußballspieler
- Mihkel Kütson (* 1971), estnischer Dirigent
- Mihkel Lüdig (1880–1958), estnischer Komponist
- Mihkel Martna (1860–1934), estnischer Politiker und Journalist
- Mihkel Mutt (* 1953), estnischer Schriftsteller und Kulturjournalist
- Mihkel Oja (* 1996), estnischer Skispringer
- Mihkel Oviir (* 1942), estnischer Jurist
- Mihkel Pung (1876–1941), estnischer Jurist und Politiker
- Mihkel Veske (1843–1890), estnischer Lyriker und Sprachwissenschaftler
- Mihkel Vitsut (1866–1933), estnischer Chemiker

### Künstlername
- Mihkel Bravat, literarisches Pseudonym von Mikk Murdvee (* 1980), estnischer Schriftsteller